# Municipio de Mooney (Misuri)
El municipio de Mooney (en inglés: Mooney Township) es un municipio ubicado en el condado de Polk en el estado estadounidense de Misuri. En el año 2010 tenía una población de 3252 habitantes y una densidad poblacional de 19,648 personas por km².

## Geografía
El municipio de Mooney se encuentra ubicado en las coordenadas 37°29′0″N 93°14′49″O / 37.48333, -93.24694. Según la Oficina del Censo de los Estados Unidos, el municipio tiene una superficie total de 165.55 km², de la cual 164,63 km² corresponden a tierra firme y (0,55 %) 0,92 km² es agua.

## Demografía
Según el censo de 2010, había 3252 personas residiendo en el municipio de Mooney. La densidad de población era de 19,64 hab./km². De los 3252 habitantes, el municipio de Mooney estaba compuesto por el 96,65 % blancos, el 0,55 % eran amerindios, el 0,25 % eran asiáticos, el 0,52 % eran de otras razas y el 2,03 % eran de una mezcla de razas. Del total de la población el 1,85 % eran hispanos o latinos de cualquier raza.